# Campeonato Tocantinense de Futebol Feminino de 2020
O Campeonato Tocantinense Feminino de 2020 foi a décima nona edição deste evento esportivo, principal torneio estadual de futebol feminino organizado pela Federação Tocantinense de Futebol (FTF).
O campeonato começou a ser disputado no dia 6 de fevereiro e terminou em 6 de março de 2021. Nesta edição, o Paraíso sagrou-se campeão pela quinta vez, vencendo a decisão contra o Grêmio Tocantins/Union Life pelo placar agregado de 2–0.

## Formato e participantes
O regulamento do Campeonato Tocantinense Feminino foi disputado por quatro agremiações em duas fases distintas: na primeira, os participantes se enfrentaram em turno único. Após três rodadas, os dois primeiros se qualificaram para a final. Esta fase foi disputada em partidas de ida e volta, com o mando de campo da última partida para o clube com melhor campanha. As quatro agremiações que participaram desta edição foram:
| Equipe                      | Cidade               | Títulos                     |
| --------------------------- | -------------------- | --------------------------- |
| Almas                       | Almas                | —                           |
| Atlético Cerrado            | Paraíso do Tocantins | —                           |
| Grêmio Tocantins/Union Life | Palmas               | —                           |
| Paraíso                     | Paraíso do Tocantins | 4 (1994, 2013, 2016 e 2017) |

## Resultados

### Final
Jogo de ida
| 27 de fevereiro | Grêmio Tocantins/Union Life | 0 – 2 | Paraíso | Nilton Santos, Palmas |
| 16h30min        |                             |       |         |                       |

Jogo de volta
| 6 de março | Paraíso | 0 – 0 | Grêmio Tocantins/Union Life | Pereirão, Paraíso do Tocantins |
| 17h00min   |         |       |                             |                                |